# Peter Weckmann

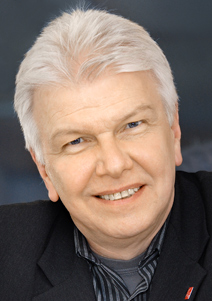
Peter Weckmann

Peter Weckmann (* 25. April 1952 in Wattenscheid) ist ein deutscher Politiker (SPD). Von 2009 bis 2010 und von Mai 2012 bis Mai 2017 war er Mitglied des Landtages von Nordrhein-Westfalen.

## Ausbildung und Beruf
Weckmann machte 1972 das Abitur. Anschließend leistete er seinen Zivildienst bei der Arbeiterwohlfahrt. Von 1974 bis 1988 studierte er Sonderpädagogik an der Universität Dortmund und Erziehungswissenschaften an der Universität-Gesamthochschule Essen und machte seinen Abschluss als Diplom-Pädagoge.
Weckmann ist verheiratet und hat eine Tochter.

## Politik
Weckmann ist seit 1970 Mitglied in der SPD. Von 1975 bis 1980 war er Mitglied der Schiedskommission im SPD-Unterbezirk Gelsenkirchen und fungierte dort zeitweise als stellvertretender Vorsitzender. Von 1980 bis 1990 war er im SPD-Ortsverein Gelsenkirchen-Bulmke tätig und engagierte sich auch von 1976 bis 1990 im SPD-Unterbezirk Gelsenkirchen. Weckmann ist Mitglied der Gewerkschaft ver.di.
Von 1970 bis 1998 hatte Weckmann verschiedene ehrenamtliche Tätigkeiten und Funktionen im Jugendverband Sozialistische Jugend Deutschlands – Die Falken auf örtlicher, auf Landes- und Bundesebene inne.
Am 2. Januar 2009 rückte er für Harald Schartau in den Landtag Nordrhein-Westfalens nach. Im 2010 gewählten Landtag war er nicht mehr vertreten. 2012 gewann er das Direktmandat im Wahlkreis Essen IV, schied aber 2017 aus dem Landtag aus.